# Фредеріксорд
Фредеріксорд (нід. Frederiksoord) — село в нідерландській провінції Дренте. Входить до муніципалітету Вестервелд.
Його площа становить 3,22 км², а населення станом на 2021 рік складало 305 осіб.
Село було засноване 1818 року. Протягом значної частини 19-го сторіччі тут функціонувала благодійна організація, що надавала найбідднішим верствам населення доступ до житла та роботи у новостворених сільськогосподарських колоніях.

## Галерея

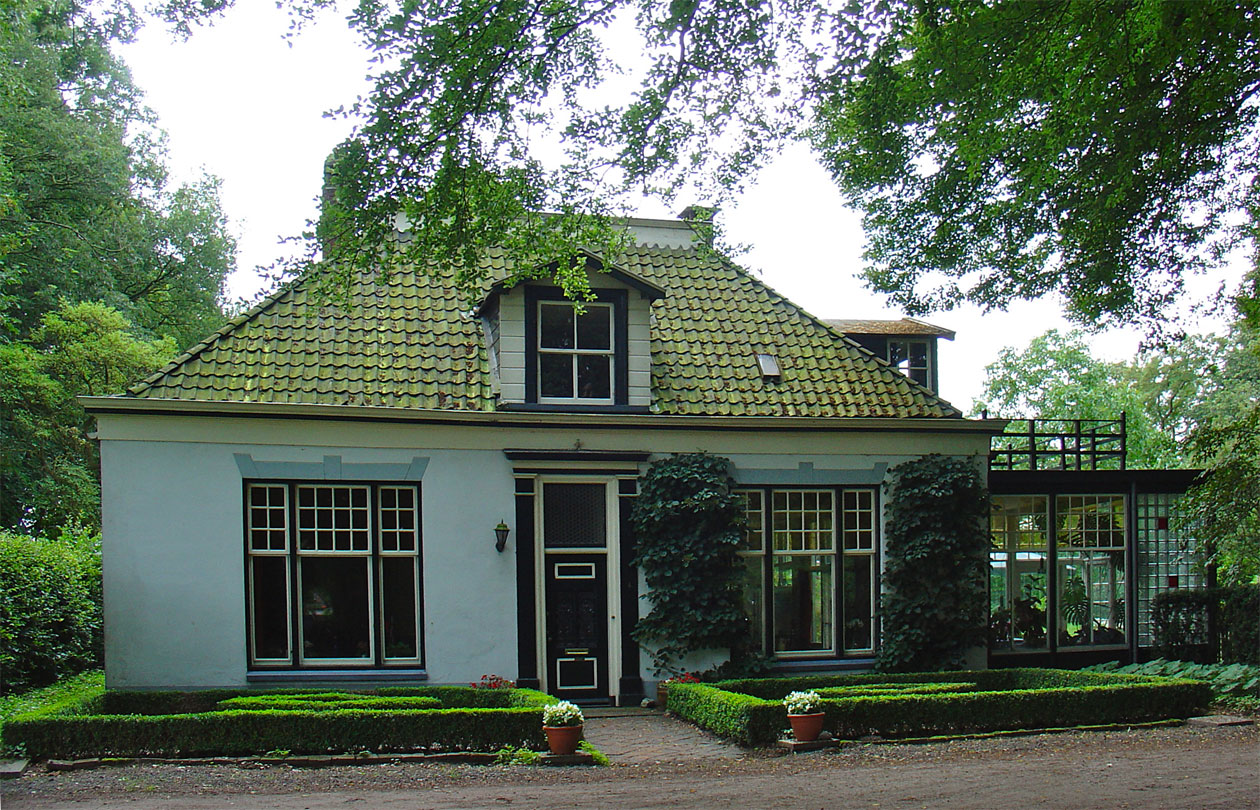
Будівля колишньої комунальної кухні
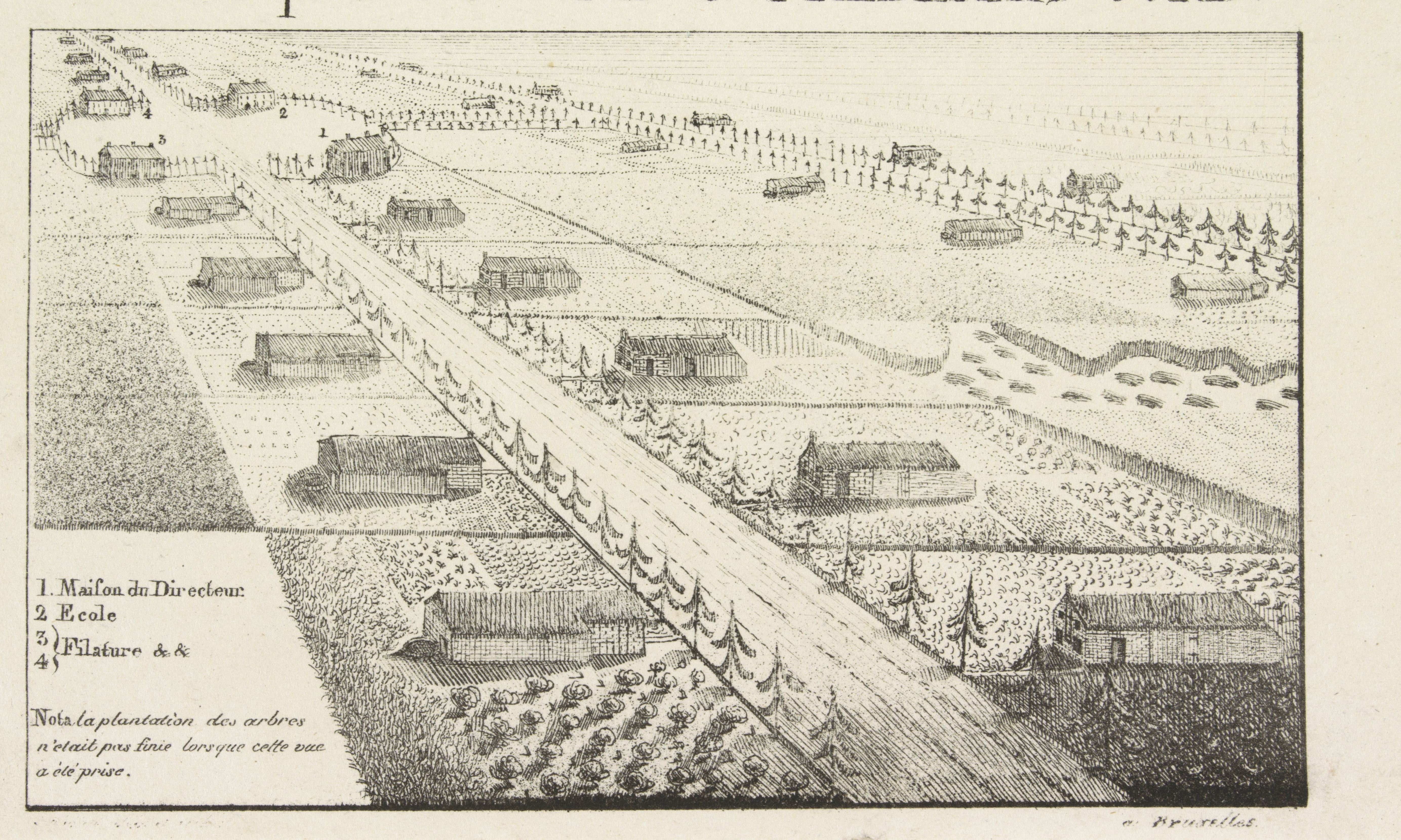
Малюнок колонії (1818)
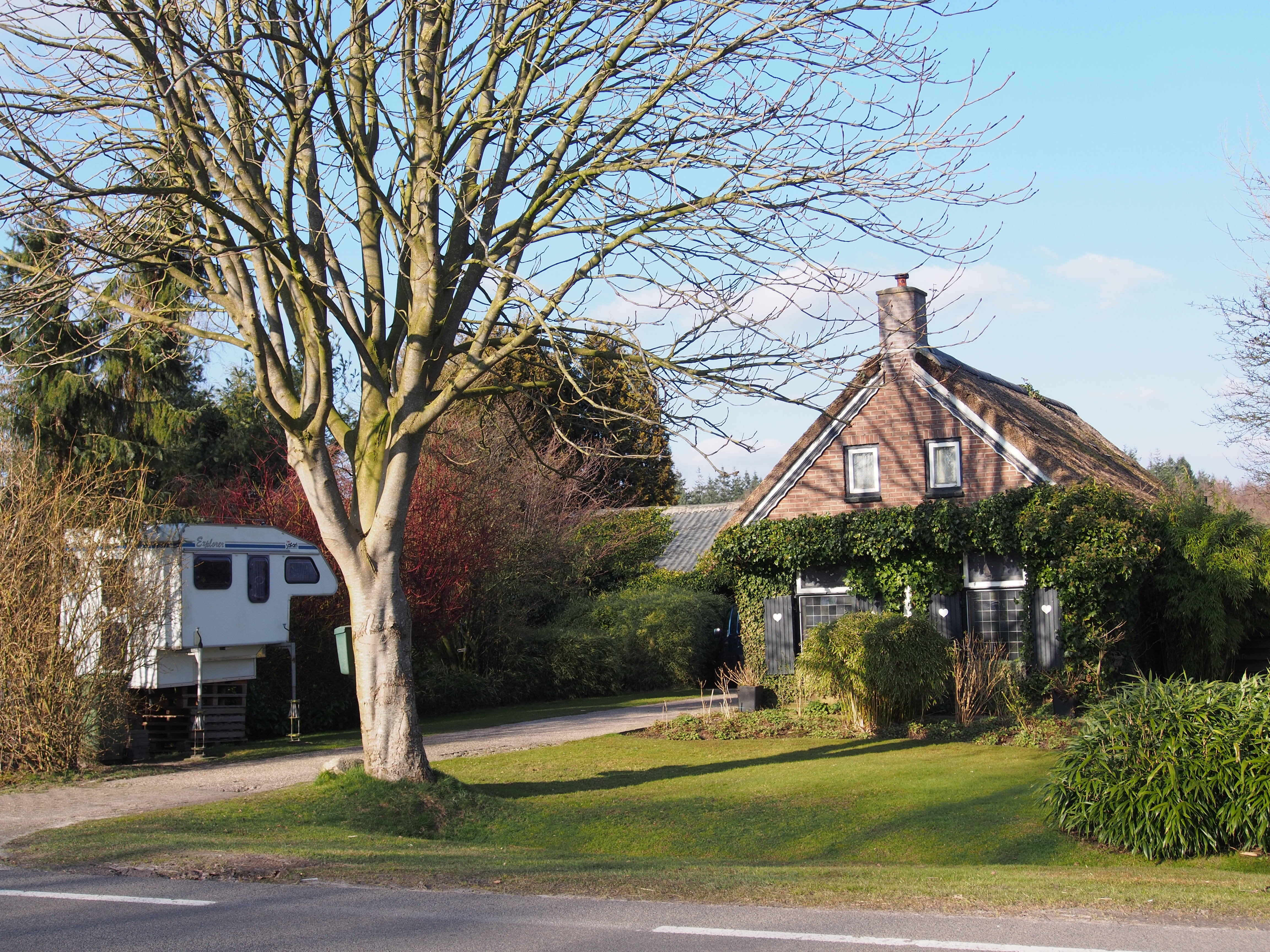
Будинок у Фредеріксорді
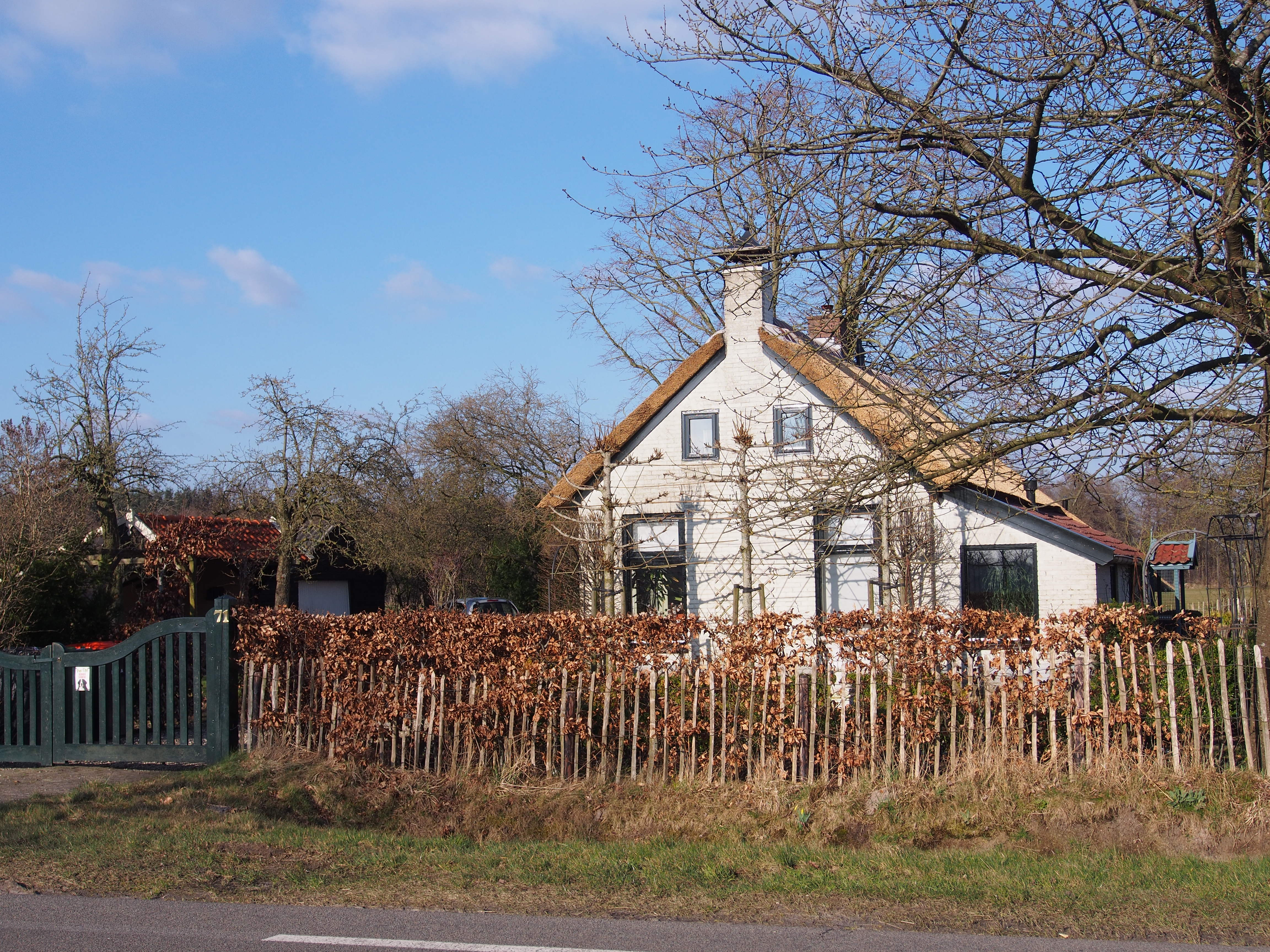
Будинок у Фредеріксорді